# 즈베즈단 미시모비치
즈베즈단 미시모비치(Zvjezdan Misimović, 1982년 6월 5일 ~ )는 독일 태생의 보스니아 헤르체고비나의 은퇴한 축구 선수이다.

## 클럽
미시모비치는 과거 바이에른 뮌헨의 선수였지만, 2004-05 시즌의 시작과 함께 VfL 보훔으로 이적하였고, 2007년 7월 1. FC 뉘른베르크로 자리를 옮겼다. 보스니아의 미드필더 미시모비치는 1. FC 뉘른베르크에서 활동하는 동안 분데스리가의 우수한 미드필더 중 하나로 생각되었고, 그는 2008년 VfL 볼프스부르크로 이적한 뒤 결국 2010년, 터키의 명문 구단인 갈라타사라이 SK로 이적 하였다. 갈라타사라이 SK로 이적할 때의 이적료는 7백만 유로였다.이후 1년 만에 러시아의 FC 디나모 모스크바로 이적 하였다. 2015년 3월 은퇴 선언을 하였으나 6월 베이징 런허로 다시 돌아왔다. 2017년 1월 8일 두번째 은퇴 선언을 했다.

## 국가대표팀
미시모비치는 2008년 4월 8일, 클럽에서의 활동에 집중하고 싶다는 발언을 한 뒤에 국가대표팀에서의 은퇴를 발표하였다. 하지만, 보스니아 헤르체고비나 축구 협회는 미시모비치가 계속해서 대표팀에서 뛰기로 결정했다고 발표하였다. 그는 미랄렘 퍄니치, 에딘 제코, 세야드 살리호비치, 베다드 이비셰비치, 세니야드 이브리치치, 에미르 스파히치 등과 함께 보스니아 헤르체고비나 축구의 미래를 짊어질 선수로 여겨졌고, 보스니아 헤르체고비나의 주축 선수로서 2010년 FIFA 월드컵 유럽 지역 예선 보스니아 헤르체고비나가 에스토니아를 7-0으로 이긴 경기에서 해트트릭을 기록하였다.

## 수상 기록
- 분데스리가: 2003
- DFB-포칼: 2003
- 레기오날리가 쉬트: 2004
- 2 분데스리가: 2006